# GPS Aided Geo Augmented Navigation
GPS Aided GEO Augmented Navigation plus connu sous l'acronyme GAGAN (ciel en sanscrit) est un  système d'augmentation de performances du signal GPS développé par l'Inde et couvrant la région. Le système qui a commencé à être déployé en 2011 et est complètement opérationnel depuis 2014 doit permettre d'améliorer la gestion du trafic aérien en portant la précision des récepteurs GPS dans l'espace aérien indien à 3 mètres. Le système repose sur une quinzaine de stations de références, 3 stations assurant la liaison montante vers des satellites relais et 3 centres de contrôles. Les messages sont rediffusés aux terminaux GPS par plusieurs satellites indiens GSAT situés en orbite géostationnaire. 